# 취리히 레텐역

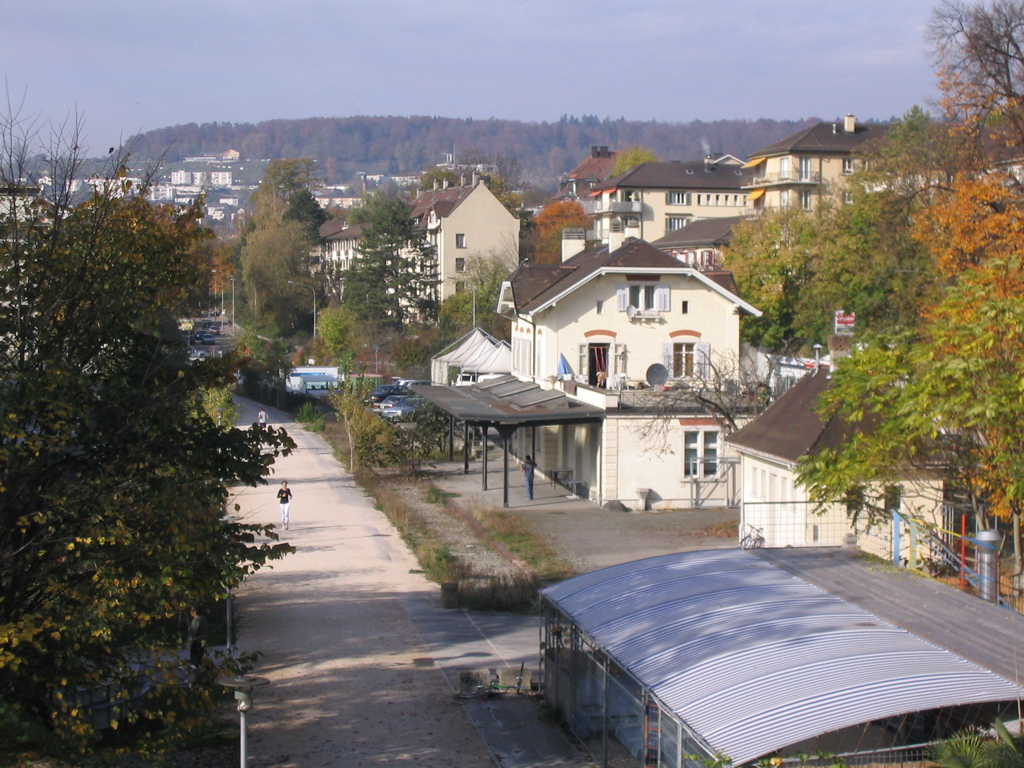
오늘날의 역. 강을 가로지르는 고가교는 멀리 떨어져 있고, 터널 입구는 사진 아래, 뒤쪽에 있다.

레텐 철도 노선 변화를 보여주는 지도

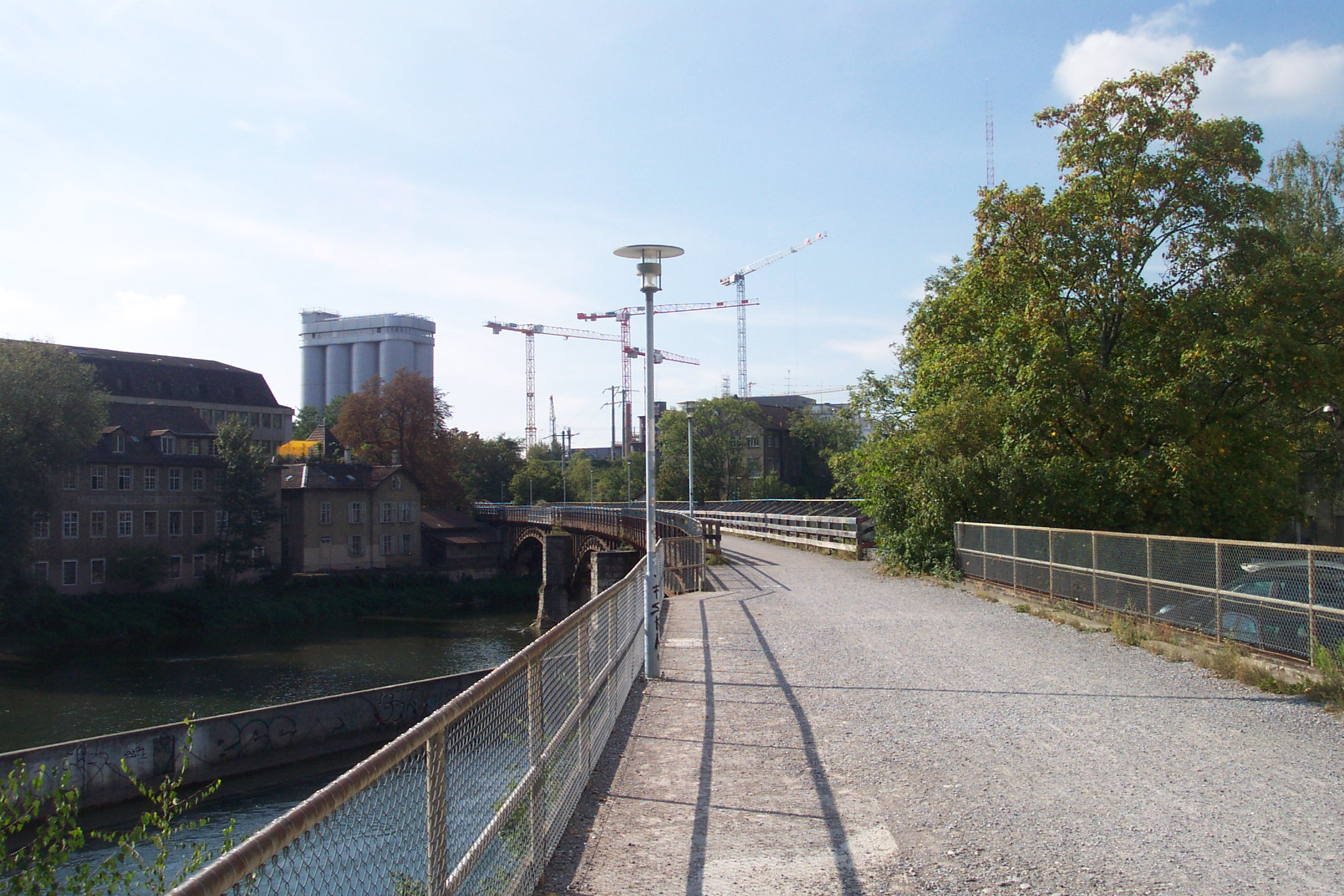
역 부지에서 바라본 강 위의 고가교

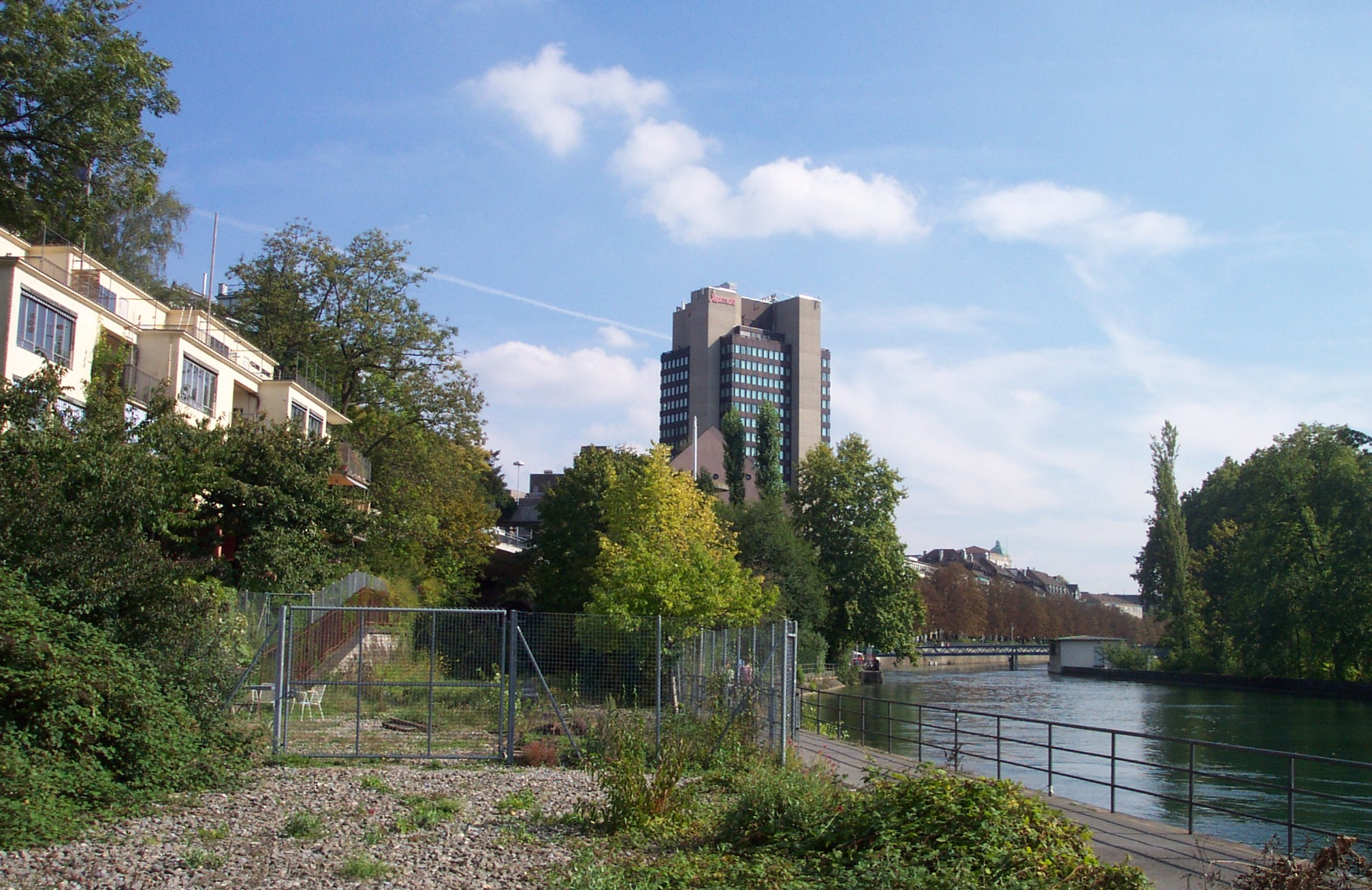
터널 입구

취리히 레텐역(독일어: Zürich Letten)은 스위스 취리히시의 옛 기차역이다. 취리히 중앙역에서 라퍼스빌역까지 취리히호 우안 철도의 구 루트에 위치해 있다. 지역 철도 지형의 급격한 변화로 1990년 역이 폐쇄되었지만, 역 건물은 여전히 존재하며, 선로 바닥은 보행자 전용 도로로 사용된다.
이전 기차역은 리마트강의 레텐 발전소에 인접해 있다.

## 역사
1894년에 건설된 우안 철도는 취리히 중앙역에서 서쪽 방향으로 출발한 단일 선로였으며, 리마트강 위의 육교를 통해 시계 방향으로 270도 회전 했다. 그 다음 그것은 슈타델호펜역에 도달하기 위해 레텐역과 레텐 터널을 통과했다. 취리히 중앙역과 슈타델호펜 사이의 거리는 직선으로 1.5km 떨어져 있음에도 불구하고 약 5km였다.
1990년에 레텐 터널은 히르센그라벤 터널로 대체되었으며, 이 터널은 리마트강 아래에 있는 취리히 중앙역의 저층 플랫폼을 통해 새로운 플랫폼에서 슈타델호펜역까지 직접 경로를 취했다. 새로운 노선이 개통된 후 레텐역은 폐쇄되었고, 기존의 철도 노선과 터널은 더 이상 사용되지 않게 되었다. 잠시 동안 이 지역은 취리히의 마약 범죄 중심지가 되었지만, 1995년 경찰의 조치로 이곳이 쫓겨났다. 철도 노선은 1998년에 폐쇄되었으며, 2002년에 제거되었으며, 터널이 채워지고 봉쇄되었다.

## 현재 이용
고가교를 가로질러 레텐역을 통과하는 이전 선로 침대는 보행자와 자전거 도로로 개조되었으며, 레텐 터널은 폐쇄되었다. 역 건물은 현재 《트란스헬베티카》(Transhelvetica) 잡지의 발행인이 사용하고 있지만, 역 건물의 다른 용도는 극장이나 레스토랑으로 사용하는 것을 제안하면서 논의 중이다.